# George D. Snell
George Davis Snell (19. prosinca, 1903. – 6. lipnja, 1996.) bio je američki genetičar (za miševe) i imunolog.
George Snell podijelio je 1980.g.  Nobelovu nagradu za fiziologiju ili medicinu s Baruj Benacerrafom i Jean Daussetom za njihovo otkriće vezano za "genetički određene strukture na površini stanice koje reguliraju imunološke reakcije". Određenije, Snell je zaslužan za "otkriće genetičkih faktora koji određuju mogućnost transplantacije tkiva s jedne jedinke na drugu". Snell je tako uveo koncept H antigena kod miševa, što je kasnije dovelo do otkrića njihovog analoga kod čovjeka, sustava humanih leukocitnih antigena (HLA sustava). Prepoznavanje HLA antigena pojedinih ljudi važno je, jer je podudarnost HLA kompleksa antigena, primaoca i davaoca preduvjet za uspješnost u transplantaciji tkiva i organa. 

## Vanjske poveznice
- Nobelova nagrada - autobiografija (engl.)